# Rebelião do Rio Vermelho

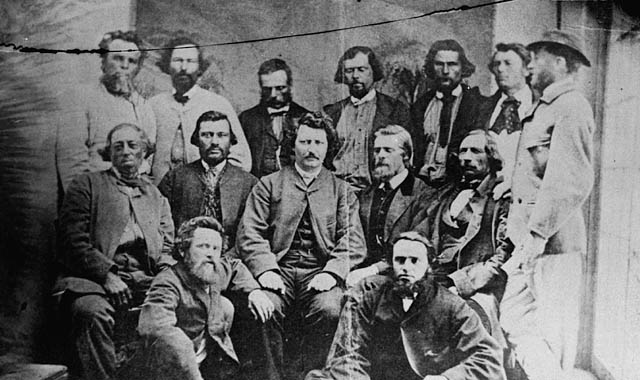
O governo provisório dos métis.

A Rebelião do Rio Vermelho, ocorrida entre 1869 e 1870, é o termo mais usado para descrever as ações dos governo provisório estabelecido pelo líder métis Louis Riel, em 1869, no Estabelecimento de Rio Vermelho, no que é atualmente a província de Manitoba.
A rebelião foi a primeira crise da recém-criada Confederação do Canadá (criada apenas dois anos antes). O governo do Canadá havia acabado de comprar as Terras de Rupert da Companhia da Baía de Hudson, em 1869, tendo renomeado as terras como Territórios do Noroeste. Um governador anglófono então foi apontado como governador do território adquirido. McDougalll mandou geógrafos à região, antes que estes territórios passassem oficialmente ao Canadá. A ordem dada aos geógrafos foi organizar a terra da região em municipalidades, um sistema usado em Ontário. Porém, os métis, liderados por Riel, impediram que estes geógrafos enviados por McDougall entrassem no território. Após McDougall ter declarado que a Companhia da Baía de Hudson não tinha mais qualquer controle sobre o território, e que o Canadá havia pedido que a transferência da terra fosse adiada, os métis criaram um governo provisório. Riel negociou diretamente com o governo do Canadá, para estabelecer a região onde os métis moravam, a Assibonia, como uma província (a atual Manitoba).
Enquanto isto, tropas de Riel prenderam membros de uma facção pró-Canadá, que resistiram ao governo provisório, incluindo um protestante chamado Thomas Scott. Scott foi julgado e executado por fuzilamento, por ofensas geralmente não consideradas puníveis pela pena de morte. O Canadá e o governo provisório logo negociaram um acordo. Em 1870, o Manitoba Act foi criado pelo parlamento, permitindo que o assentamento de Red River entrasse à Confederação do Canadá como a província de Manitoba. Este ato também incorporou algumas das exigências de Riel, como sistemas escolares francófonos para crianças métis, e a proteção da religião católica na região.
Após um acordo ter sido concretizado, o Canadá enviou uma expedição militar, atualmente conhecida como a Expedição de Wolseley, que consistia de soldados canadenses e ingleses, liderados pelo Coronel Garnet Wolseley, para Manitoba, para a exerção da autoridade federal. À medida que a expedição se locomovia em direção ao oeste, raiva entre a opinião pública de Ontário surgira, após a execução de Scott, e muitos ontarianos exigiram que esta expedição fosse usada para prender Riel e terminar com o que os ontarianos consideravam rebelião. Riel fugira antes que a expedição chegasse a Fort Gary, onde Riel estava localizado, e a chegada da expedição a este forte marcou o fim da rebelião.